# اسب‌های آبی
اسب‌های آبی (نام علمی: Hippopotamus)، یک سرده از پستانداران جفت‌سم است که از یک گونه موجود به نام اسب آبی که با نام هیپوپوتاموس نیز شناخته می‌شود و چندین گونه منقرض‌شده از دوران اخیر و پیشاتاریخ تشکیل شده‌است. به خانواده اسب‌آبیان تعلق دارد که شامل اسب آبی کوتوله (Choeropsis liberiensis) و چندین سردهٔ منقرض‌شده نیز می‌شود.